# Cercle goudronné
Un cercle goudronné était un combustible composé de vieilles mèches ou de cordages usés qui étaient trempés dans du goudron, puis pliés avant d'être enroulés pour former un cercle. Les cercles étaient ensuite placés dans des réchauds. Cet éclairage était notamment employé dans les villes assiégées.